# Ouratea melinonii
Ouratea melinonii là một loài thực vật có hoa trong họ Ochnaceae. Loài này được (Tiegh.) Lemée mô tả khoa học đầu tiên năm 1954.